# Дереза (мультфильм)
«Дереза» («Коза-дереза») — советский музыкальный рисованный мультфильм 1985 года по мотивам русской народной сказки «Коза-дереза» о том, что за свои поступки надо отвечать самому, а не сваливать вину на других.

## Сюжет
Жил-был старик. Жил он в избушке вместе со своей женой, кроликом Трушей и петухом Кирюшей. Жили они душа в душу, пока дед не купил (вернее, взял даром) на станции козу Дерезу, которая рассказала ему, как с ней плохо обращался хозяин. Пожалел дед козу и привёл её домой. И тут Дереза начала демонстративно жалеть деда, при этом явно настраивая его против остальных домочадцев. Когда бабка попросила Дерезу сходить за водой, дед рассердился и заявил, что Дерезу нельзя нагружать работой, ей нужно отдохнуть.
Как-то ночью коза решила выгнать петуха Кирюшу из дома и громко закукарекала, устроив переполох. Дед, разозлившись, прогнал петуха. Утром коза, пока дед с бабкой на улице трудились, увидела кочан капусты, из которого бабка хотела приготовить пироги, и съела его, а кочерыжку бросила кролику Труше. Дед выгнал кролика, несмотря на то, что бабка за него заступилась, а Дереза ушла травку щипать.
Придя на лужок, она запела для коз песню о том, как хорошо ей живётся в избе и что когда выгонит бабку и деда, то будет жить вместе с другими козами в избе. Когда старик, косивший траву неподалёку, услышал это и рассказал остальным, старуха выгнала Дерезу из дома со словами «Иди куда хочешь!». Когда же все четверо домочадцев решили простить Дерезу, она вернулась в избу и принесла воду со словами: «Ты, баба, сказала: „Иди куда хочешь!“, вот я за водой и сбегала!».

## Съёмочная группа
| Автор сценария             | Роман Качанов |
| Текст песен                | Александра Тимофеевского |
| Кинорежиссёр               | Александр Давыдов |
| Художник-постановщик       | Анатолий Савченко |
| Композитор                 | Нина Савичева |
| Кинооператор               | Александр Чеховский |
| Звукооператор              | Владимир Кутузов |
| Художники-мультипликаторы: | Галина Золотовская, Александр Дорогов, Юрий Мещеряков, Александр Мазаев, Виталий Бобров |
| Роли озвучивали:           | Ирина Муравьёва — Дереза, Анатолий Баранцев — Дед, Нина Зорская — Бабка, Ефим Кациров — петух Кирюша (нет в титрах), Юрий Волынцев — кролик Труша (нет в титрах), Герман Качин — продавец козы (нет в титрах) |
| Художники:                 | Э. Антушева, Вера Харитонова, Ирина Светлица, Александр Маркелов |
| Ассистент режиссёра        | Елена Черёмушкина |
| Монтаж                     | Н. Бордзиловской |
| Редактор                   | Татьяна Папорова |
| Директор съёмочной группы  | В. Егоршин |

## Факты
Популярность приобрели слова из песенки Дерезы: «Кто-то трудится и пашет, кто-то прыгает и пляшет…».